# Dirk Langereis (1896-1967)
Dirk Langereis (Rijswijk, 27 december 1896 - Amersfoort 7 december 1967) was een Nederlands ambtenaar en burgemeester. Hij was lid van de Nationaal-Socialistische Beweging (NSB) en in die hoedanigheid was hij burgemeester van Abbenbroek, Oudenhoorn en Zuidland van 1944 tot 1945.

## Levensloop
Dirk Langereis werd geboren als zoon van Jan Langereis en Johanna Zwart. In 1933 huwde hij met Hendrika Goijer.
Langereis begon als gemeente-ambtenaar in de gemeente Rijswijk. Collega's bij de gemeente Rijswijk gaven later aan dat Langereis zich ondergewaardeerd voelde in zijn functie en geen promotie kon maken.  

## Tweede Wereldoorlog
Langereis werd in 1941  lid van de NSB. In het begin van zijn lidmaatschap ging hij langs de deuren om een abonnement voor Volk en Vaderland te verkopen.  Toen hij tot chef van personeelszaken werd benoemd, trad hij in eerste instantie hard op. Hij maakte meldingen van anti-Duitse sympathieën en verlinkte collega's die meededen aan de april-meistakingen. 
In 1944 werd hij benoemd tot burgemeester van Abbenbroek, Oudenhoorn en Zuidland, hij was toen nog woonachtig in Rijswijk.  Langereis zelf woonde in deze periode met zijn vrouw in Abbenbroek aan de Gemeentelandsedijk 145.  Hij heeft zijn functies beoefend van 14 januari 1944 tot zijn schorsing op 8 mei 1945. 

### Straf
Langereis kreeg 4 jaar internering vanaf 13 mei 1945 en kreeg ontzetting  uit het kiesrecht en ontzetting uit het recht openbare ambten te bekleden. Hij overleed in 1967 in Amersfoort. Zijn overlijdensverklaring geeft aan dat hij woonde in Haarlem en dat hij redacteur was. 

## Nalatenschap
Een krantenartikel over het tribunaal te Brielle en het dossier van het NIOD gaan er allebei in mee dat Langereis in zijn rol als burgemeester gematigd optrad. Hij heeft o.a. geprobeerd om verplichtingen te verminderen. Ook trad hij op als bemiddelaar toen de bevolking van Zuidland 's nachts uit hun bed werd gehaald om te werken voor de weermacht.
Onduidelijk is zijn medeplichtigheid in de arrestatie van gemeentesecretaris en onderduiker Deurloo uit Abbenbroek. Langereis ontkende schuld, maar de SD was wel bij hem langs geweest. Hij was ook aanwezig toen Deurloo's vrouw werd gearresteerd en hun inboedel werd geconfisqueerd.